# Erlan Abdyldaïev
Erlan Bekechovitch Abdyldaïev (né le 21 juillet 1966 à Almaty en RSS kazakhe en Union soviétique) est un homme politique kirghiz.

## Biographie
De 1998 à 2001, Abdyldaïev est ministre adjoint des Affaires étrangères du Kirghizistan. En 2001, il est nommé ambassadeur du Kirghizistan en Chine. Son accréditation inclut également la Mongolie, Singapour et la Thaïlande. Le 6 septembre 2012, il est nommé ministre des Affaires étrangères (en) lors de la formation du gouvernement Satybaldiev. Le 12 octobre 2018, il quitte son poste de façon volontaire et est remplacé par Tchinguiz Aïdarbekov (en).

### Vie privée
Abdyldaïev est marié et est père d'un fils et d'une fille. Il parle le kirghize, le russe, le chinois et l'anglais.

## Distinctions
- Ordre de l'Amitié en 2017[1]
- Membre honoraire de l'Association des anciens élèves de MGIMO[5]